# جنگ انگلیس و مصر
جنگ آنگلو-مصری ۱۸۸۲ یک درگیری کوتاه اما مهم بود که آغاز سلطه بریتانیا بر مصر را رقم زد. این جنگ از تنش‌های بین ملی‌گرایان مصری به رهبری احمد عرابی و حاکم مصر، خدیو توفیق پاشا، که تحت نفوذ شدید قدرت‌های اروپایی، به ویژه بریتانیا و فرانسه بود، نشأت گرفت. عرابی، یک افسر ارتش، جنبش ملی‌گرایانه‌ای را رهبری می‌کرد که هدف آن پایان دادن به دخالت خارجی و مدرنیزه کردن مصر بود. با این حال، شورش او منافع بریتانیا، به ویژه کانال سوئز، که مسیر حیاتی به هند بود، را تهدید می‌کرد.
در ژوئیه ۱۸۸۲، نیروهای بریتانیایی اسکندریه را بمباران کردند و بخش بزرگی از شهر را نابود کردند، که باعث عقب‌نشینی نیروهای عرابی شد. نبرد سرنوشت‌ساز در تل الکبیر در ۱۳ سپتامبر ۱۸۸۲ رخ داد، جایی که نیروهای بریتانیایی به فرماندهی ژنرال گارنت جوزف ولسلی با یک حمله غافلگیرانه در سپیده‌دم، نیروهای عرابی را به‌طور قاطعانه شکست دادند. عرابی دستگیر شد، به تبعید در سیلان (سری‌لانکای امروزی) فرستاده شد و شورش سرکوب گردید.
این جنگ با استقرار کنترل عملی بریتانیا بر مصر به پایان رسید، اگرچه مصر به‌طور اسمی بخشی از امپراتوری عثمانی باقی ماند. بریتانیا یک حفاظت‌نامه پوشیده برقرار کرد و خدیو توفیق را به عنوان یک مقام تشریفاتی نگه داشت، در حالی که کنترل امور مالی، نظامی و اداری مصر را در دست گرفت. این اتفاق آغاز یک اشغال طولانی‌مدت بریتانیایی بود که تا سال ۱۹۵۴ ادامه یافت.
این درگیری پیامدهای گسترده‌ای داشت. نفوذ فرانسه در مصر را کمرنگ کرد، امپراتوری عثمانی را که پیش از این نیز در حال افول بود، تضعیف نمود و امپریالیسم بریتانیا را در منطقه تثبیت کرد. برای مصری‌ها، این جنگ نماد از دست دادن حاکمیت و آغاز مبارزه‌ای طولانی برای استقلال بود. وقایع سال ۱۸۸۲ همچنین اهمیت روزافزون کانال سوئز را به عنوان یک دارایی استراتژیک جهانی برجسته کرد و سیاست خارجی بریتانیا را برای دهه‌های آینده شکل داد.